# Rivière Piponisiw
Rivière Piponisiw är ett vattendrag i Kanada.   Det ligger i provinsen Québec, i den sydöstra delen av landet, 400 km norr om huvudstaden Ottawa.
Trakten runt Rivière Piponisiw är nära nog obefolkad, med mindre än två invånare per kvadratkilometer.